# Selma, Kalifornien
Selma är en stad (city) i Fresno County, i delstaten Kalifornien, USA. Enligt United States Census Bureau har staden en folkmängd på 23 535 invånare (2011) och en landarea på 13,3 km².